# Тонганско-фиджийские отношения
Тонганско-фиджийские отношения — международные отношения между Фиджи и Тонга. Эти соседние страны в Южно-Тихоокеанском регионе имеют историю двусторонних отношений, насчитывающую несколько веков.
Хотя отношения между двумя странами были хорошими с тех пор, как они обрели независимость в 1970-х годах, в начале 2011 года они значительно ухудшились.

## История
Тонга оказывает большое влияние на Фиджи. Произошла полномасштабная война из-за вторжения тонганцев под предводительством племянника Туи Тонга (Маафу). Впоследствии Империя Тонга пришла в упадок, но Тонга оставалась влиятельным соседом в делах Фиджи. В 1848 году тонганский принц Маафу поселился в Лакемба, создав новую точку опоры на востоке Фиджи. Его сопровождали тонганские уэслианские миссионеры, которые закрепили более раннее введение методизма на Фиджи английскими уэслийскими миссионерами. Сегодня методизм является основной религией коренных фиджийцев..
Влияние Маафу на Фиджи расширилось в течение 1850-х годов, угрожая попыткам Такомбау утвердиться в качестве короля всего Фиджи. В конечном счете, поддержка Маафу и Тонги в 1855 году в битве при Камбе сыграла важную роль в том, что Такомбау смог укрепить свое лидерство над Фиджи, временно укрепив статус и роль тонганского принца в стране. Однако прямое влияние Тонги ослабло после того, как Такомбау передал британцам суверенитет над Фиджи 1874 году.

## Современные отношения

### Политика и дипломатия
Премьер-министр Фиджи Фрэнк Мбаинимарама получил «громкие аплодисменты» общественности Тонги, когда он присутствовал на встрече Форума тихоокеанских островов в Тонге в октябре 2007 года; «Восторженный прием» лидера Фиджи толпой сравнивали с «приемом рок-звезды». Radio Australia отметило, что он был «звездой встречи в этом году для народа Тонги», а TVNZ сообщило, что его «встретили как героя».
Что касается межправительственных отношений, Тонга в целом избегала давления на «временное правительство» Фиджи с целью проведения демократических выборов. Однако премьер-министр Тонги д-р Фелети Севеле призвал Баинимараму «подготовить заслуживающую доверия дорожную карту к выборам в соответствии с Конституцией и законами Фиджи».
Тонга имела «мягкий» подход к неизбранному правительству Фиджи во время регионального совещания в октябре 2007 года. Это контрастировало с гораздо более жесткой позицией, занятой Австралией и Новой Зеландией. Правительство Тонги отвергло «несколько […] попыток премьер-министра Новой Зеландии Хелен Кларк лоббировать исключение коммодора Байнимарамы из собрания».
В мае 2009 года Севеле поставил под сомнение цель отстранения Фиджи от участия в Форуме (которое имело место 2 мая) и заявил, что «подвергать Фиджи остракизму бессмысленно». TVNZ охарактеризовал позицию Тонги как «трещину в жесткой […] линии, проводимой Форумом в отношении Фиджи».
В феврале 2011 года преемник Севеле, Сиале Атаонго Туивакано, заявил, что давление Австралии и Новой Зеландии на Фиджи было контрпродуктивным и что чем больше они «беспокоили» Байнимараму, тем более вероятно, что он делал противоположное тому, чего они хотели. Он добавил: «Может быть, просто не торопитесь, и они придут к вам. Вы должны помнить, что это возможность для других стран, возможно, Китай вмешается. […] многие другие страны ищут, и Фиджи сказали: «Нам не нужна Австралия, мы не хотим Новую Зеландию, это люди, которые нам помогут».

### Торговля
В декабре 2005 года Фиджи приветствовали вступление Тонги во Всемирную торговую организацию.
В 2001 году правительство Фиджи запретило импорт баранины из Тонги. В ответ на это министерство труда Тонги заявило, что «опыт Тонги с Фиджи является примером трудностей, с которыми сталкиваются малые развивающиеся страны при защите своих интересов». Министерство Тонги заявило, что это «иллюстрирует трудности и огромную ответственность, которую многосторонняя торговая система возлагает на малые и уязвимые развивающиеся страны, у которых нет необходимых ресурсов, капитала и институциональных средств для полного выполнения соглашений ВТО».

### Авиация
В августе 2007 года правительство Фиджи потребовало пересмотреть Соглашение об авиаперевозках Фиджи/Тонга, чтобы разрешить увеличение пропускной способности на маршруте с 350 до 1000 пассажиров в каждом направлении. К марту 2008 года было достигнуто новое авиационное соглашение. Правительство Фиджи заявило:

Это было учтено в соглашении, достигнутом между двумя странами в марте 2008 г., об увеличении вместимости кресел с 350 до 1000 в неделю без ограничений по типам или частоте самолетов, и обе страны согласились с этим. Это новое положение, безусловно, поможет или облегчит передвижение туристов между Тонгой и Фиджи.